# Gregorio Tedeschi
Gregorio Tedeschi (Seravezza, ... – ...; fl. XVII secolo) è stato uno scultore italiano.

## Biografia

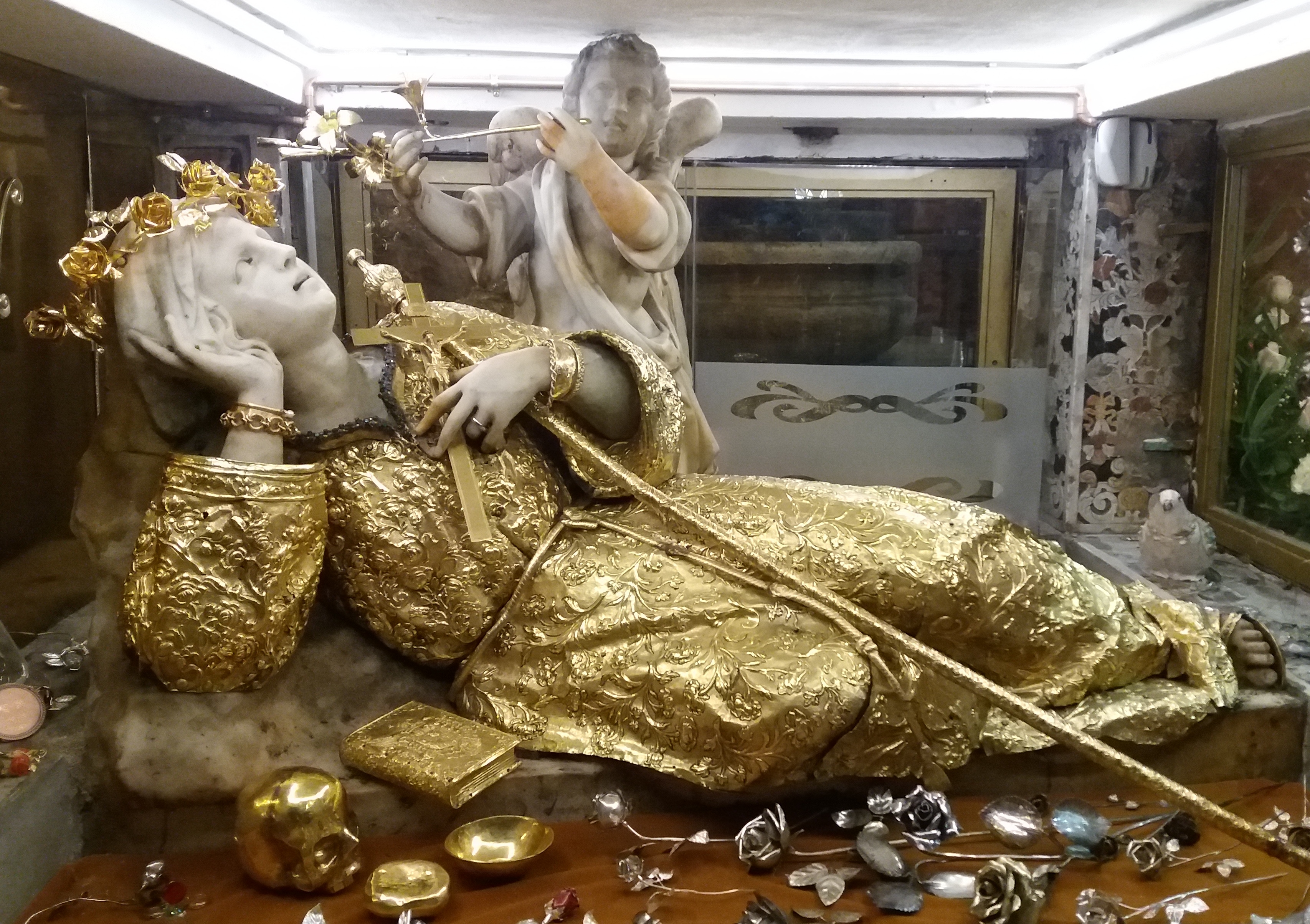
Statua di Santa Rosalia.

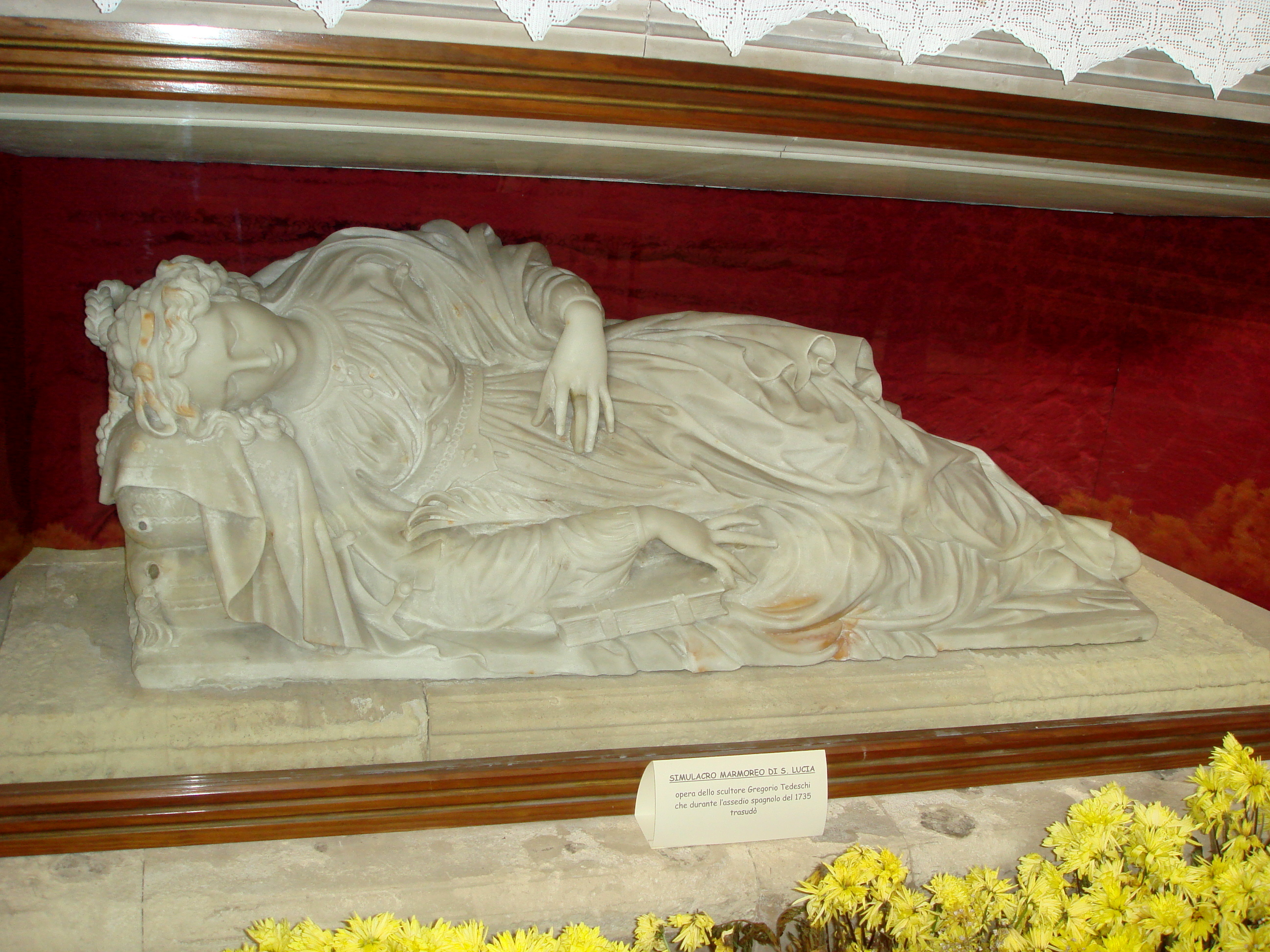
Statua di Santa Lucia.

L'artista imparò il mestiere di scultore dal padre Davide. Le opere più importanti sono documentate in Sicilia ove il Tedeschi si trasferì, a Palermo gli fu commissionata la statua raffigurante Santa Rosalia, a Siracusa la statua raffigurante Santa Lucia. Nella capitale del Regno gli sono attribuite numerose commissioni per la realizzazione e decorazioni di ambienti e cappelle di pregio. In collaborazione col fratello Vincenzo Tedeschi gli sono riferiti importanti lavori per il Palazzo mediceo della città natale.

## Opere

### Sicilia

#### Palermo
- 1616, Primavera e Estate, statue marmoree, opere presenti nei prospetti dei Quattro Canti o Piazza Vigliena o Ottagono del Sole o Teatro del Sole.[2]
- 1625, Stemma di Palermo, manufatto marmoreo, opera presente nel prospetto di Palazzo Pretorio.
- 1628, Custodia con colonne e balaustra, commissione e realizzazione dei manufatti marmorei della Cappella dell'Immacolata Concezione della chiesa di Sant'Anna la Misericordia.[3]
- 1630, Santa Rosalia, statua marmorea, opera presente sotto il baldacchino e l'altare che indica il luogo esatto dell'ex sepoltura della Patrona di Palermo, oggi santuario di Santa Rosalia di Monte Pellegrino.[4][5] Il Tedeschi scolpì la statua nella medesima posizione in cui fu rinvenuto il Corpo della Santa il 15 Luglio 1624, con una mano sul petto e l'altra sulla guancia.
- 1632, Cappella di Santa Rosalia, decorazioni marmoree, attività varie svolte per l'abbellimento dell'ambiente della cattedrale metropolitana primaziale della Santa Vergine Maria Assunta.
- XVII secolo, Cappella di San Francesco Saverio, decorazioni marmoree, attività varie svolte con la collaborazione di Pietro Falcone per l'abbellimento dell'ambiente di Casa Professa.

#### Siracusa
- 1633, Aquila bicipite e abbozzi dei Reali di Spagna, manufatti marmorei, opere presenti nel prospetto di Palazzo del Vermexio.
- 1634, Santa Lucia, statua marmorea, opera custodita nel Sepolcro presso la basilica di Santa Lucia extra moenia o chiesa di Santa Lucia al Sepolcro.

### Toscana

#### Seravezza
- XVII secolo, Villa Medicea, attività effettuate con la collaborazione di Vincenzo Tedeschi.[6]

## Galleria d'immagini

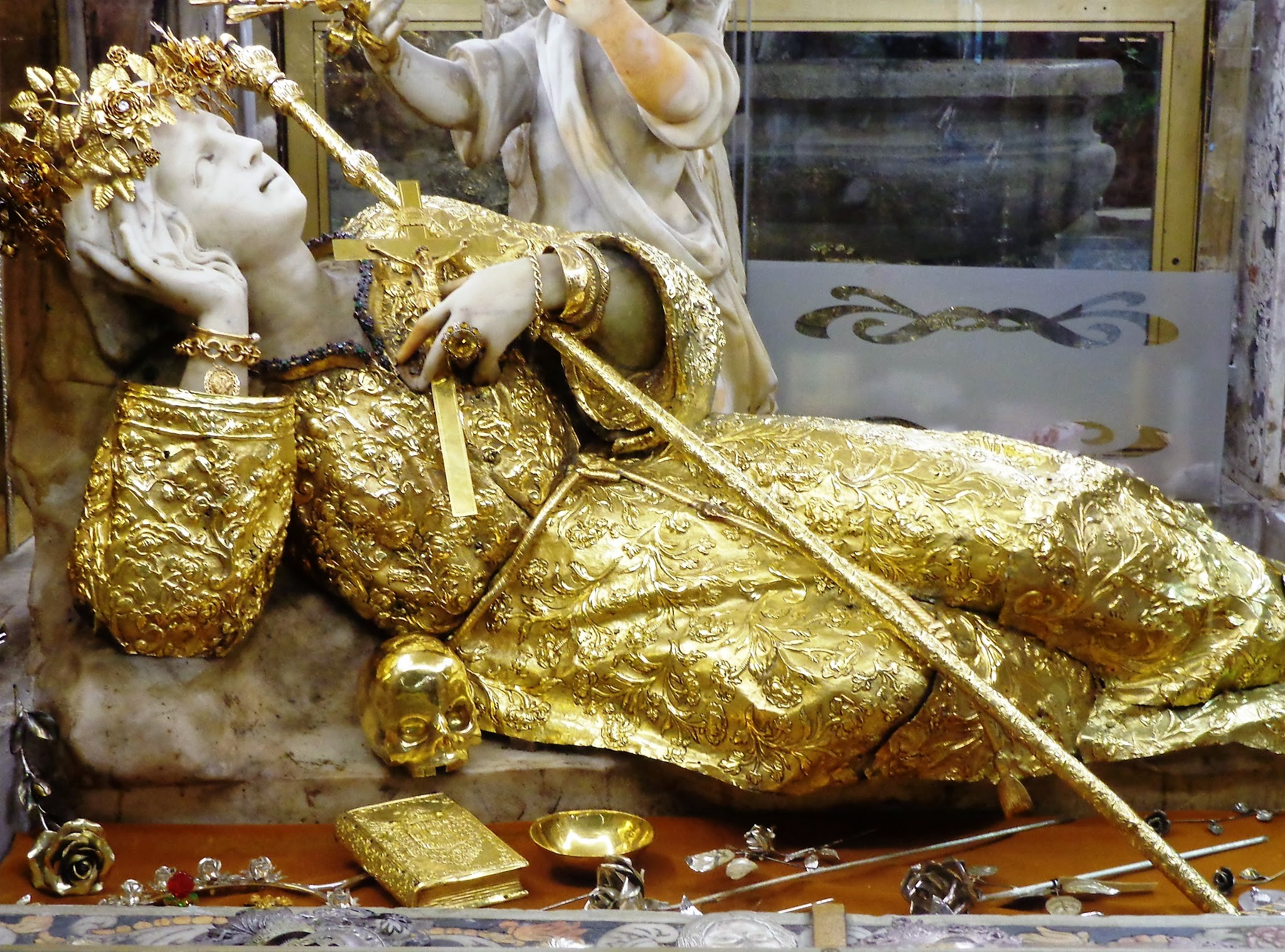
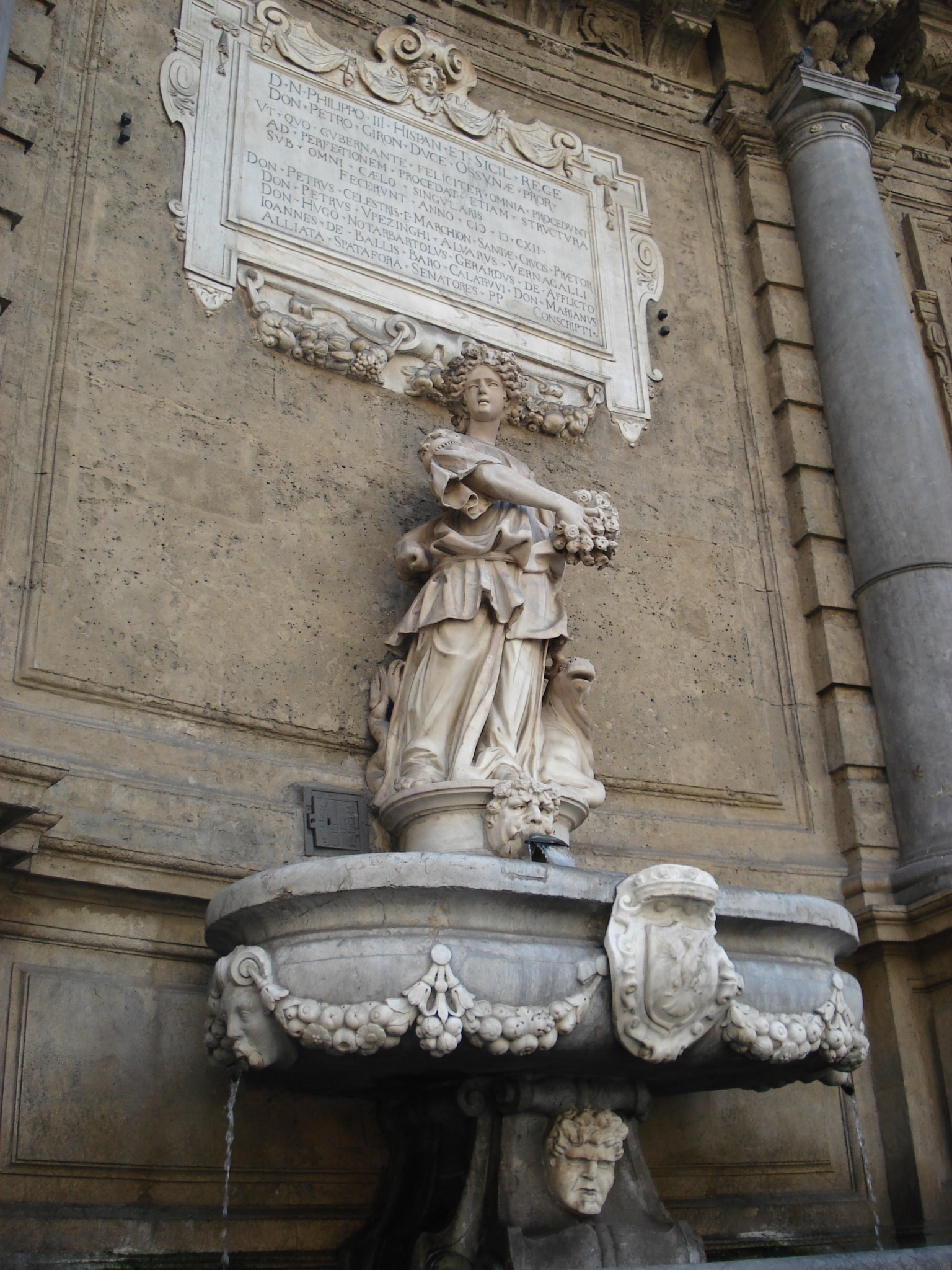